# 二ヒ化タングステン
二ヒ化タングステン(Tungsten diarsenide)は、化学式WAs2のタングステンのヒ化物である。他のタングステンヒ化物には、三ヒ化タングステン(WAs3)、ヒ化タングステン(III)(W2As3)等がある。

## 合成
600-1000℃でタングステンとヒ素を直接反応させることで二ヒ化タングステンを合成できる。また、ヒ素やアルシンと塩化タングステン(VI)を反応させることでも合成することができる。

## 性質
二ヒ化タングステンは黒色の固体である。二ヒ化モリブデンと同じ構造の単斜晶系に結晶化する。フッ化水素酸、塩酸、アルカリ性水溶液に不溶である。濃い硝酸や硫酸と反応する。高温では空気と反応し、酸化タングステン(VI)と三酸化二ヒ素を形成する。